# Illaminako Ateetako Leizea
Illaminako Ateetako Leizea (en espagnol : Sima de las Puertas de Illamina) (qui porte le code BU-56) est l’une des cavités les plus profondes d’Espagne (sixième en 2021). Elle est la plus profonde cavité, située entièrement en Espagne, du massif de la Pierre Saint-Martin.

## Étymologie
Illaminako Ateetako Leizea du basque signifie « la grotte des portes de la Lamina », un être fantastique de la mythologie basque.

## Situation
L’entrée de ce gouffre est sur une terrasse des falaises nord de la pointe occidentale de Budogia (2 353 m), à l'ouest de la Table des Trois Rois, sur un terrain de la ville d’Isaba, dans le massif de Larra-Belagua.

## Historique

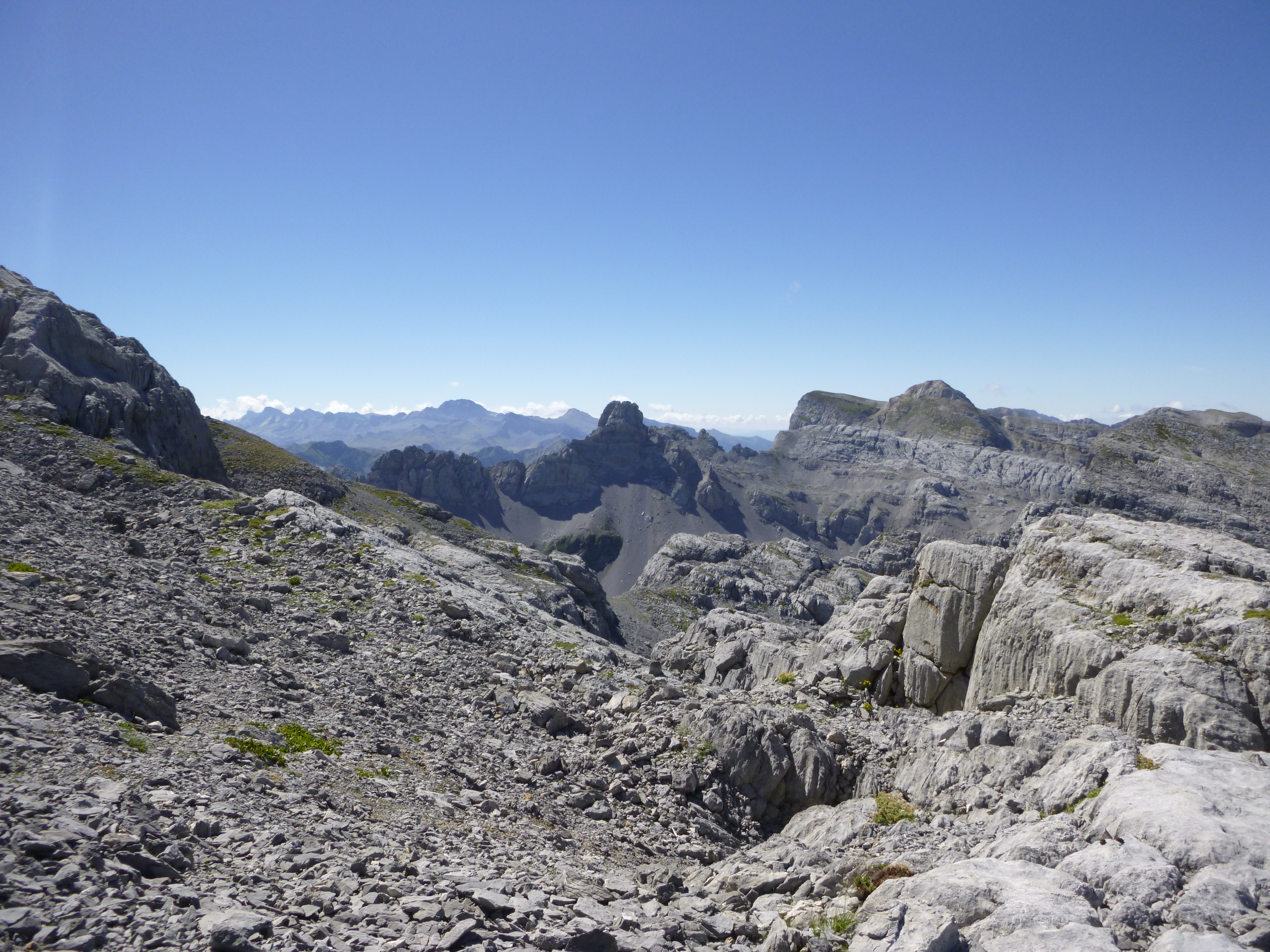
Massif de Larra.

Le massif de Larra-Belagua ou encore le massif de La Pierre Saint-Martin (côté français), est exploré depuis plus de 100 ans par des spéléologues du monde entier, coordonné depuis 1966 par l’association ARSIP. En 1979, les membres des clubs Estella, Satorrak (ES) et Frontenac (FR) ont commencé à prospecter systématiquement la région de Budogia. Le gouffre est découvert par Iñaki Ortillés et Jean-François Pernette, ce dernier s'arrête à −92 m après désobstruction du méandre « N ». En juillet 1980 un groupe de Français regroupés sous le nom d'« Amalgame 80 » et les spéléos Espagnols de l'Institution Principe de Viana et de Satorrak (Pampelune) explorent la cavité jusqu'à la profondeur de −1 192 m pour un développement de 7500 mètres. La rivière souterraine appelée Saint Georges est trouvée, le cours théorique de cette rivière avait été déduit en 1953 (à la suite des études de l’hydrogéologue Fernand Ravier), mais jusqu’à cette date, il n’avait pas été en mesure de le localiser, en dehors de son seul point connu: Laminako Ziloa (Illamina) à Sainte-Engrace
L’exploration des premiers mois fut très rapide : en 1981, les spéléologues atteignent la profondeur de −1 338 m après le passage de trois siphons. L’année 1986 et 1987, le groupe bulgare Studentz Pleven a atteint la profondeur de −1 408 m réduite à −1 340 m. En 1988 une expédition anglaise de la Yorkshire Subterranean Society, avec Jason Mallison et Phil Rowsell comme plongeurs de pointe, plonge 250 m et 25 m de profondeur dans le 7e siphon et réalise une topographie précise entre le siphon 3 et 7. En 2014 le siphon 8 est plongé sur 100 m. À partir de 1988, des expéditions ont pour but l'extraction des déchets accumulés par les précédents visiteurs.
Après quelques années de pause, en 2013 à l’initiative de la Fédération de Spéléologie de Navarre, l’Union des spéléologues basques a repris les travaux d’exploration de la Sima de las Puertas de Illamina. Depuis lors, une campagne estivale a lieu chaque année, en coordination avec les autres groupes de l’ARSIP travaillant à Larra-Belagua,,. En 2020, un passage dans la trémie terminale de la galerie de la rivière de la Hoya (BU-56) a permis sa connexion avec la sima de la Hoya de Portillo de Larra, profonde de 400 mètres (A60)42° 55′ 11″ nord, 0° 45′ 41″ ouest. Le développement fin 2021, après la remontée du Rio Linzola jusqu'à -602 mètres, est de 28,853 kilomètres. Des explorations en 2022 dans les rivières Hoya et Linzola ont fait progresser la longueur du réseau à 32 612 m et 35 711 m en 2023 avec le rio Solano.